# Ex palazzo Clavelli
L'ex palazzo Clavelli, è una dimora storica di Crema.

## Storia
In luogo dell'attuale dimora sorgevano in precedenza almeno due abitazioni che si affacciavano l'una su via Civerchi e l'altra verso un vicoletto che sbuca in Via Giuseppe Mazzini.
I Clavelli risultano risiedere in Contrada Serio nel 1605 ed è accertato dall'Estimo che nel 1685 i sopracitati edifici fossero di proprietà della famiglia.
Fu Curzio Alessandro Clavelli a richiedere e ottenere licenza per costruire l'attuale fabbricato nel 1691.
Gli ultimi discendenti Clavelli furono l'arcidiacono Curzio deceduto nel 1785 e la sorella Domitilla scomparsa nel 1818. 
Le volontà dell'antenato Flavio, che testò nel 1614, vincolavano tuti i suoi beni a fedecommesso perpetuo con la sostituzione dell'Ospedale degli Infermi qualora la famiglia si fosse estinta. Con la morte dell'arcidiacono si verificò tale circostanza e le nipoti Domitilla, Isabella e Filomena si accordarono con l'Ospedale per una transazione che prevedeva il pagamento di 273 mila lire da corrispondere in rate annuali per vent'anni con l'interesse del 3,5 per cento.
Il palazzo, quindi, fu ereditato dai pronipoti Luigi, Cesare, Livio ed Ortensia Benvenuti, figli di Filomena e del conte Carlo Benvenuti; solo Cesare, tuttavia, dimorò in questo stabile e per breve tempo, dal 1819 al 1822, quindi fu adibito a casa d'affitto.

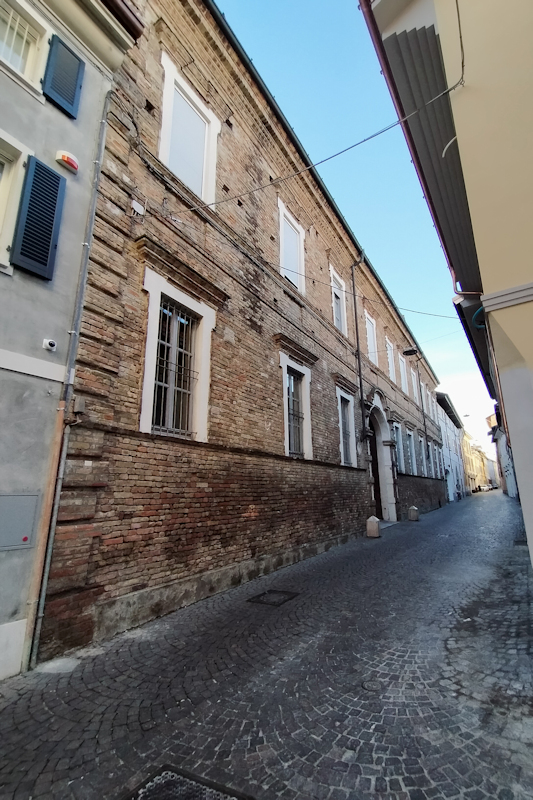
La facciata.

Vi risiedette, successivamente, la famiglia Perletti (dal 1865 fino al periodo della prima guerra mondiale o poco dopo); quindi per eredità pervenne alla famiglia Baj di Milano che nel 1964 rivendette il palazzo alla parrocchia di San Benedetto la quale lo destinò a oratorio femminile ospitando, quindi, anche aule scolastiche; già in precedenza, ad ogni modo, tra il 1919 ed il 1964, vi venne ospitato il collegio maschile don Giovanni Bosco fondato su iniziativa di don Vittorio Premoli.
Negli anni novanta vi venne ospitato il liceo linguistico William Shakespeare, mentre tutto il piano nobile nel 1997 venne acquistato dalla famiglia Piacentini.

## Caratteristiche

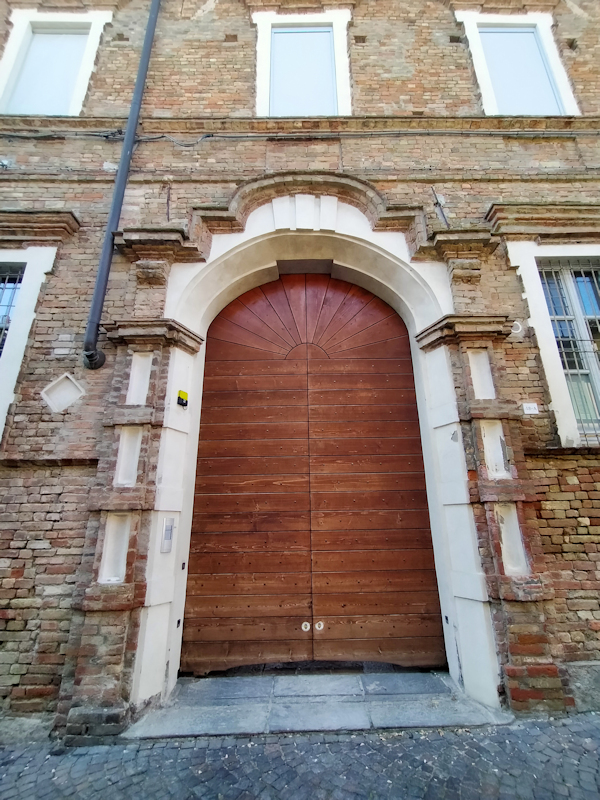
Il portale.

Il complesso edificato ha la forma di "L" il cui corpo principale è quello la cui facciata prospetta su Via Civerchi. Questa si presenta in mattoni a vista, articolata su due ordini separati da una doppia cornice marcapiano.
Le finestre poggiano su una mensola continua e sono sovrastate da architravi ed incorniciate con una vistosa fascia bianca.
Il portale con arco mistilineo è circondato da una cornice in mattone a vista con inserti intonacati ed è collocato in posizione decentrata.
L'androne, con pavimento dotato di trottatoie, è decorato con motivi floreali e finte architetture e conduce ad un portico a quattro fornici sostenute colonne marmoree; queste hanno capitelli di ordine corinzio e sono avvolte da piante di gelsomino che salgono in forma di spirale.

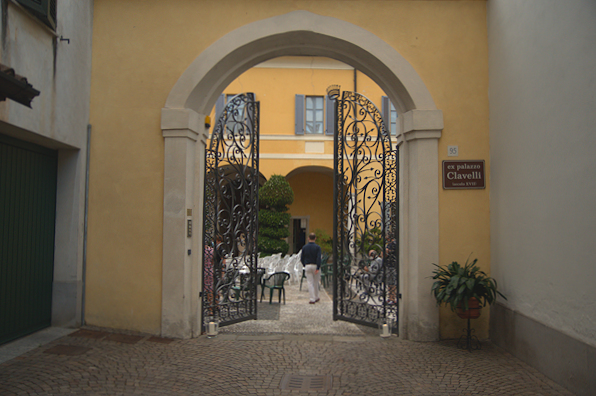
L'accesso da Via Mazzini.

Particolare è la pavimentazione del cortile composta da ciottoli bianchi e neri che compongono delle geometrie.
In fondo al cortile si colloca l'accesso che dà sul vicoletto laterale di via Giuseppe Mazzini sul quale si apre un cancello moderno in ferro battuto disegnato dall'architetto Mario Scaramuzza.